# 1107 dans les croisades
Cette page regroupe les évènements concernant les Croisades qui sont survenus en 1107 : 
- Bohémond de Tarente rassemble une armée en Pouille en vue d'attaquer l'empire byzantin[1].